# Оленегорск (муниципальный округ)
Оленего́рск — административно-территориальная единица (город с подведомственной территорией) в Мурманской области России и образованное на его территории муниципальное образование (муниципальное образование го́род Оленего́рск с подве́домственной террито́рией), до 2021 года в статусе городского округа, с 1 января 2021 года в статусе муниципального округа.
Административный центр — город Оленегорск.

## География
Расположен округ в центральной части Кольского полуострова на пересечении автомобильной и железнодорожной дороги в направление Мурманск — Санкт-Петербург. На севере граничит с сельским поселением Пушной, на востоке — с Ловозерским районом, на юге — с городскими округами городов Кировск и Апатиты, на западе — с городским округом Мончегорска.
На территории округа находится северная часть крупнейшего озера области — Имандры — и несколько других крупных озёр — Колозеро, Кахозеро, Пермусозеро, Печозеро, Симбозеро и Рамозеро. По округу проходит водораздел между бассейнами Баренцева и Белого морей.

## История
Муниципальное образование город Оленегорск с подведомственной территорией наделено законом Мурманской области от 2 декабря 2004 года статусом городского округа. В его состав входят 5 населённых пунктов — Оленегорск (административный центр), посёлок Высокий, село Имандра, железнодорожные станции Лапландия и Ягельный Бор.
С 1 января 2021 года городской округ преобразован в муниципальный округ.

## Население
| 2002    | 2009    | 2010    | 2011    | 2012    | 2013    | 2014    |
| ------- | ------- | ------- | ------- | ------- | ------- | ------- |
| 33 482  | ↘31 899 | ↘30 021 | ↘30 002 | ↘29 783 | ↘29 524 | ↗29 577 |
| 2015    | 2016    | 2017    | 2018    | 2019    | 2020    | 2021    |
| ↘29 512 | ↗29 709 | ↗29 849 | ↗29 931 | ↗29 975 | ↘29 722 | ↘28 159 |
| 2023    |         |         |         |         |         |         |
| ↘27 974 |         |         |         |         |         |         |

Гендерный состав
Численность населения, проживающего на территории муниципального образования, по данным Всероссийской переписи населения 2010 года составляет 30021 человек, из них 14535 мужчин (48,4 %) и 15486 женщин (51,6 %).
Национальный состав
По переписи населения 2010 года из населения муниципального образования 89,3 % составляют русские, 5,1 % — украинцы, 1,8 % — белорусы, а также 3,8 % других национальностей.
По итогам переписи населения 2020 года проживали следующие национальности (национальности менее 0,1 % и другое, см. в сноске к строке «Другие»):
| Национальность | Численность, чел. | Доля     |
| -------------- | ----------------- | -------- |
| Русские        | 21 996            | 78,11 %  |
| Украинцы       | 510               | 1,81 %   |
| Белорусы       | 191               | 0,68 %   |
| Азербайджанцы  | 132               | 0,47 %   |
| Татары         | 116               | 0,41 %   |
| Даргинцы       | 58                | 0,21 %   |
| Башкиры        | 52                | 0,18 %   |
| Саамы          | 50                | 0,18 %   |
| Таджики        | 37                | 0,13 %   |
| Кумыки         | 36                | 0,13 %   |
| Чуваши         | 34                | 0,12 %   |
| Казахи         | 34                | 0,12 %   |
| Мордва         | 29                | 0,10 %   |
| Другие         | 4884              | 17,35 %  |
| Итого          | 28 159            | 100,00 % |

## Состав муниципального округа
| № | Населённый пункт | Тип населённого пункта        | Население |
| - | ---------------- | ----------------------------- | --------- |
| 1 | Высокий          | населённый пункт              | ↘6716     |
| 2 | Имандра          | село                          | ↘19       |
| 3 | Лапландия        | железнодорожная станция       | ↘70       |
| 4 | Оленегорск       | город, административный центр | ↘20 695   |
| 5 | Ягельный Бор     | железнодорожная станция       | ↘0        |

Ранее в состав городского округа входили населённый пункт Путевые усадьбы 1331 км и разъезд Рудный.

## Местное самоуправление
Главы городского округа
- Володин Денис Александрович
- Самарский Олег Григорьевич

Председатели Совета депутатов
- до 2023 года — Александр Михайлович Ляпко
- с 2023 года — Елена Ивановна Поташ

## Экономика
В округе Оленегорска находится несколько крупных месторождений железной руды, которым Оленегорск — центр железорудной промышленности Кольского края, обязан своим основанием. Добываемая тут руда содержит около 28 % железа, в ней относительно мало вредных примесей — фосфора и серы.
Добычей и переработкой железной руды занимается одно из крупнейших предприятий области — ОАО «Оленегорский горно-обогатительный комбинат», в составе которого находятся 5 карьеров и фабрика по обогащению руды. Продукция комбината — железорудный концентрат и суперконцентрат, феррито-стронциевые порошки, силикатный кирпич, щебень.
Другие крупные предприятия округа — ОАО «Оленегорский механический завод» (выпуск литья из чёрных сплавов), ОАО «Завод силикатного кирпича», ОАО "Завод «Стройдеталь», Оленегорское государственное унитарное дорожное строительное предприятие.

## Образование
На территории округа по состоянию на 2010 год действует 22 муниципальных образовательных учреждения, в том числе: 6 средних школ, 8 детских садов, школа-детский сад, школа-интернат для детей-сирот и детей, оставшихся без попечения родителей, музыкальная и худежественная школы, две школы искусств, детско-юношеская спортивная школа «Олимп».
Кроме того, в Оленегорске функционируют горно-промышленный колледж, филиал Хибинского колледжа и филиалы Мурманских, Петрозаводских и Санкт-Петербургских ВУЗов.

## Здравоохранение
Здравоохранение округа представлено расположенными в Оленегорске центральной городской больницей и городской стоматологической поликлиникой.

## Галерея

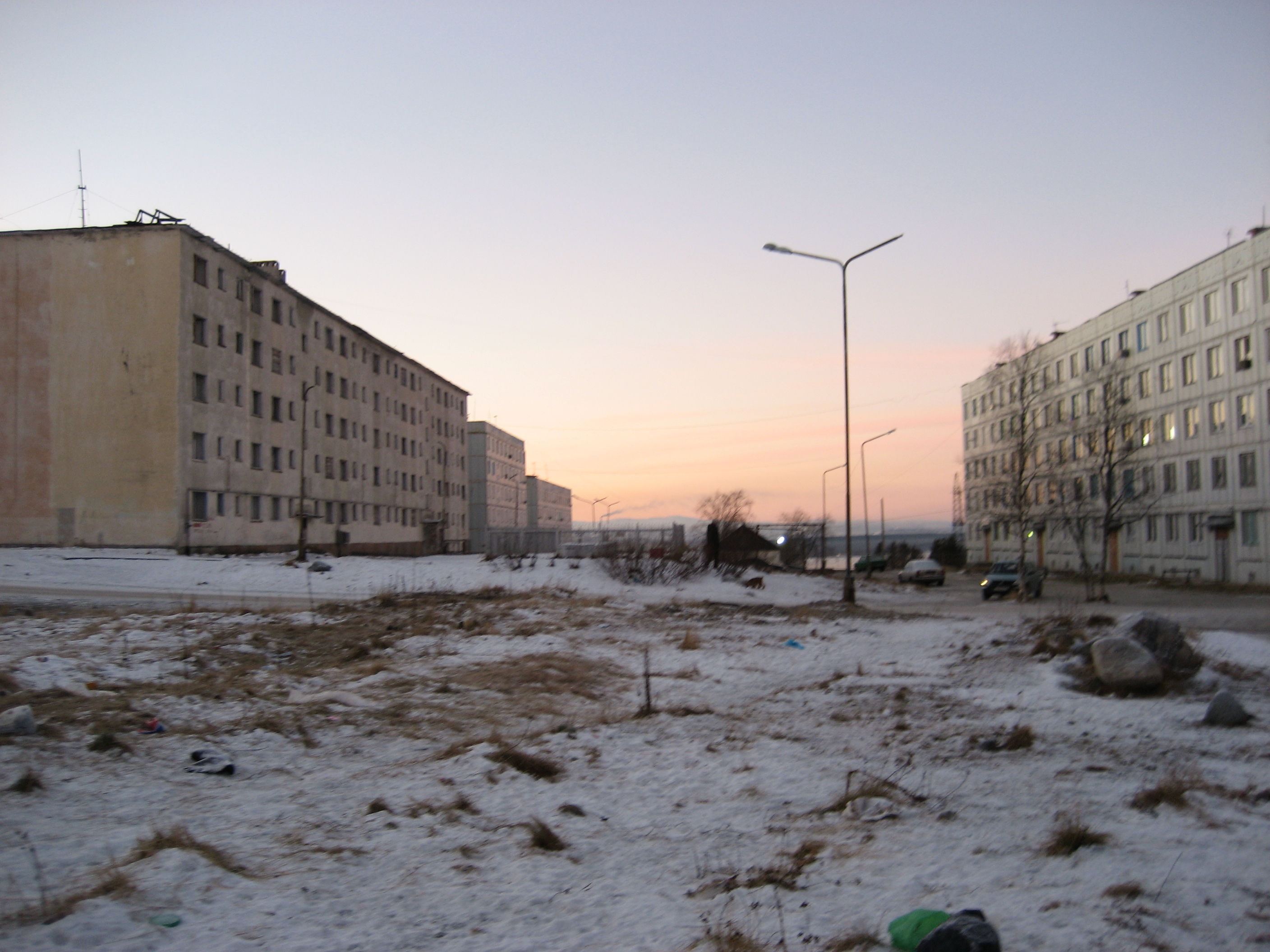
Высокий Улица посёлка
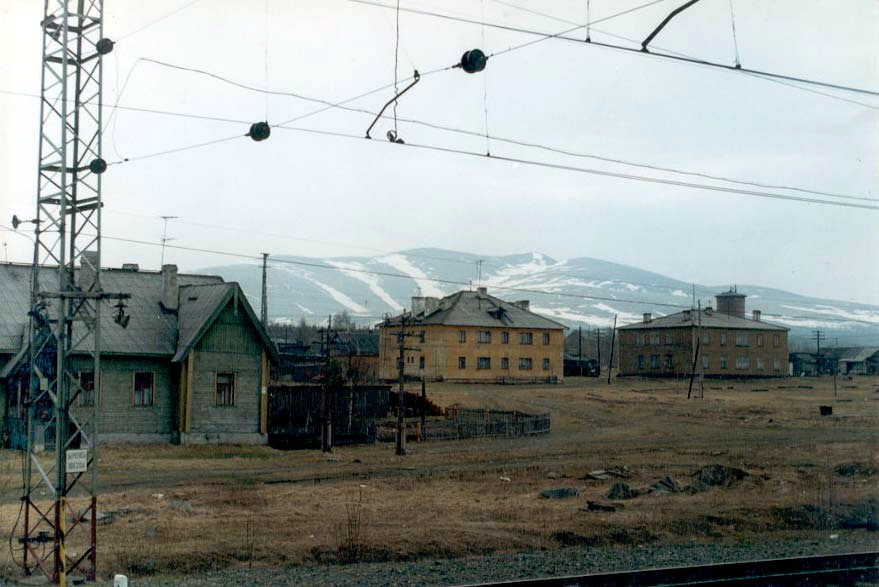
Имандра Вид от железной дороги